# Битва при Туг-Аргане
Битва при Туг-Аргане была при наступлении Италии на Британское Сомали с 11 по 15 августа 1940 года. Битва стала ключевой в итальянском вторжении в протекторат Сомалиленд.
Итальянские войска двигались на север по дороге в столицу Бербера, через ущелье Тур-Арган. При численном превосходстве Италия заняла ущелье и защищавшиеся британские войска отступили в Берберу.
Италия сделала дальнейшее британскую оборону в регионе невозможной, колониальные власти Великобритании эвакуировали гарнизон по морю. Италия быстро захватила Сомалиленд.

### Битва
Сохранение Туг-Аргана было необходимо для остановки вторжения, британцы начали планировать оборону. При обороне, по мимо самих английских войск были задействованы многочисленные Пенджабские солдаты и колониальные солдаты Великобритании. Сначала началась небольшая перестрелка, по итогам которой британские верблюды бежали испугавшись выстрелов. После доклада о наступлении итальянской армии несмотря на минные полны, британцы отошли от траншей к линии фронта. Когда инициатива близилась к завершению, итальянская артиллерия и авиация начали обстрел холмов, а слабые отряды эфиопов и чернорубашечников проводили несколько атак в начале вечера. Де Симоне развернул основные силы против британских позиций; на левом фланге 2-я бригада готовила наступление через пустыню в сторону Пенджабских войск на севере. В центре 14-я бригада противостояла родезийским позициям на вершине холма, а 15-я бригада готовилась наступать на север, в сторону Пенджабского хребта. Сзади них находилась 13-я бригада и бронетехника.
Атака началась в 4:30 11 августа после того как бомбардировщики, а затем артиллерия с обстрелом до полудня, обстреляли Пенджабский хребет; 2-я бригада двигалась к пенджабцам на севере, 14-я атаковала Милл, Кноббли, Обсервер-Хиллс, а 15-я бригада начала битву на пенджабском хребте с его защитниками. Все контратаки были провалены. 12 августа итальянцы возобновили наступление. Гарнизоны британцев отражали атаки 14-й бригады, но Милл-Хилл начала рушиться, к 16:00 британские позиции были прорваны, после наступления темноты британцы покинули холм, оставив орудия.
13 августа атаки 14-й бригады провалились, а 2-я бригада  продолжала движение к холмам. 15-я бригада начала проникновение в тыл британцев. 14 августа 14-ю бригаду сменила 13-я. Новые войска начали атаку на Наблюдательный холм с использованием артиллерии, но провалили наступление. Остальные не смогли продвинуться и вступить в бой.
К 14 августа Годвин-Остин знал об окружении его позиций 15-й бригады, знал об истощении своих войск и нехватки снарядов и артиллерии. Он сообщил командованию об критичной ситуации и необходимости эвакуации. Генри Уилсон одобрил эвакуацию. После наступления темноты 15 августа войска начали готовиться к отступлению. Последняя атака итальянцев увенчалась успехом, Италия начала входить в ущелье, а после отступления британских войск заняла Тур-Арган.
После битвы итальянцы быстро завершили осаду Берберы. Флот Великобритании начал эвакуацию войск из Берберы 16 августа. К 19 августа все британские войска были эвакуированы в Аден. Итальянские войска, остановленные морской бомбардировкой HMS«Церера», заняли Берберу 19 августа.